# Дервента (громада)
Дервента (серб. Општина Дервента) — боснійська громада, розташована в регіоні Добой Республіки Сербської. Адміністративним центром є місто Дервента.